# Phil Barrett
Phil Barrett, også kendt under kunstnernavnet Doktor Phil, er en engelsk musiker, der har været aktiv i Danmark i flere år.
Barret har blandt andet været med i Kim Larsen & Bellami, hvor han spillede Fairlight CMI (en) og guitar. Han har også produceret flere plader og været studiemusiker på flere lp-plader med Snapshot, Bamses Venner, Lise Haavik, Kim Larsen og mange flere.
I Danmark er han af mange husket for børnesangen "Tusindben (En hva’ hva’ hva’ for en)" som han hittede med i 1983, samt hans opførelse af sangen i det dengang populære musikprogram Eldorado.
Sangen er sidenhen genindspillet af flere kunstnereog har sidenhen opnået en Kitsch-status